# Tortoise
Tortoise är en instrumentell musikgrupp bildad i Chicago, USA år 1990. 

## Musik
Tortoise musik är nästan bara instrumental. De flesta av gruppens medlemmar har rötter i Chicagos bördiga musikscen, där de spelat i olika indierock- och punkgrupper. Tortoise var en av de första amerikanska indierockgrupperna som tog till sig av krautrock, dub, minimalism, electronica och olika jazzstilar, snarare än den vanliga rock'n'rollen och punken som hade dominerat indierocken länge. 
En del har kallat Tortoise för en av de största krafterna bakom utvecklingen och populariseringen av den så kallade postrockrörelsen. Andra har, å andra sidan, kritiserat Tortoise musik, för att den är härledd ur progressiv rock.
Ett par exempel på musikgrupper som på något sätt är relaterade till Tortoise är The Sea and Cake, Brokeback, Shrimp Boat, Slint, Chicago Underground Duo och Isotope 217. De tillhör skivbolaget Thrill Jockey.

## Medlemmar
Nuvarande medlemmar
- John Herndon -  trummor, vibrafon, keyboard, sequencer (1990-idag)
- Douglas McCombs - basgitarr, gitarr, lap steel gitarr (1990-idag)
- John McEntire - trummor, synthesizer, gitarr, keyboards (1990-idag)
- Dan Bitney - bas, gitarr, slagverk, vibrafon, marimba, keyboard, saxofon (1993-idag)
- Jeff Parker - gitarr, bas (1997-idag)

Tidigare medlemmar
- Bundy K. Brown - basgitarr (1991-1994)
- David Pajo - basgitarr, gitarr (1995-1998)

## Diskografi
Studioalbum
- Tortoise (1994)
- Rhythms, Resolutions & Clusters (1995) (remixalbum)
- Millions Now Living Will Never Die (1996)
- TNT (1998)
- Standards (2001)
- It's All Around You (2004)
- The Brave and the Bold (2006) ( covers, samarbete med Bonnie 'Prince' Billy)
- Beacons of Ancestorship (2009)
- The Catastrophist (2016)

EP
- Gamera (1995)
- Tortoise / Derrick Carter (1998) (delad EP med Derrick Carter)
- In the Fishtank (1999) (samarbete med The Ex)
- Gently Cupping the Chin of the Ape - Tortoise Tour 2001 (2001)
- Why Waste Time? (2010)

Samlingsalbum
- A Digest Compendium of the Tortoise's World (1996)
- Remixed (1996)
- A Lazarus Taxon (2006) (Box med ovanligt material, 3 CD:s och 1 DVD)